# Maksim Maksimovič Litvinov
Maksim Maksimovič Litvinov (in russo Максим Максимович Литвинов?; Białystok, 17 luglio 1876 – Mosca, 31 dicembre 1951) è stato un rivoluzionario, politico e diplomatico russo e ministro degli esteri dell'Unione Sovietica dal 1930 al 1939.

## Biografia

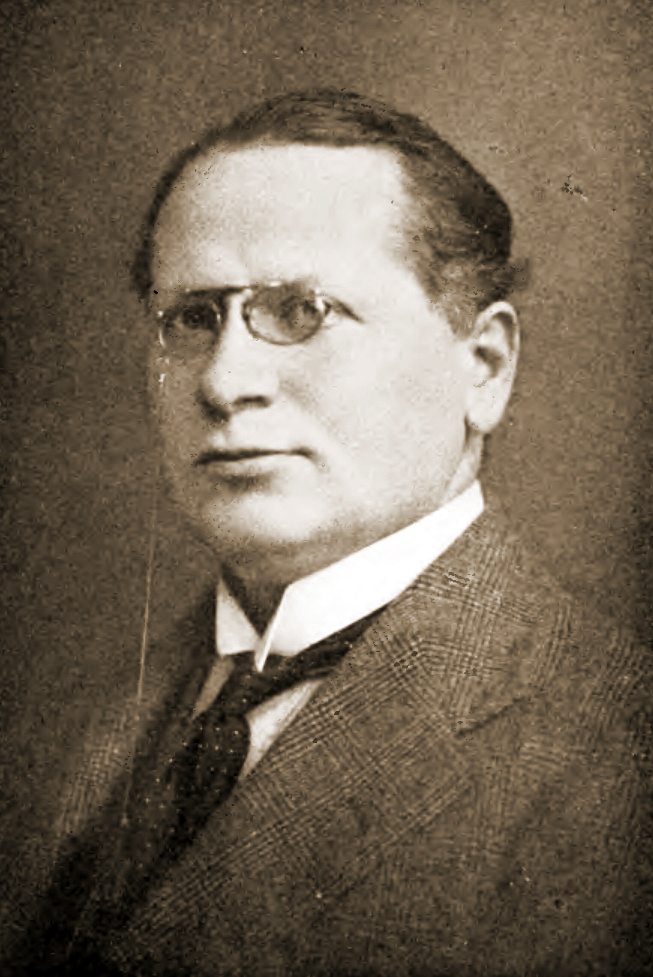
Litvinov nel 1920

Nato con il nome di Meir Henoch Wallach-Finkelstein, di origini ebraiche, si distingueva per la sua inclinazione filo-occidentale. Aderì al movimento operaio alla fine dell'Ottocento e divenne membro dell'allora illegale Partito Operaio Socialdemocratico Russo. Fu nel 1898 che il giovane Meir Henoch assunse per la prima volta lo pseudonimo di Maksim Maksimovic Litvinov, adottato per proteggersi dalla polizia zarista. Emigrato a Londra nel 1906, lavorò per la Seconda Internazionale. Fu tra gli organizzatori della Rapina alla banca di Tiflis nel 1907.
Dopo la Rivoluzione d'ottobre, fu nominato da Lenin rappresentante sovietico nel Regno Unito. Come ministro degli esteri, nel 1930, prese il posto di Georgij Vasil'jevič Čičerin. Fu una figura di primo piano per la diplomazia sovietica nel periodo compreso tra il trattato di Rapallo ed il patto Ribbentrop-Molotov. Nel 1932 l'Unione Sovietica riuscì, grazie ai suoi servizi di ministro, a firmare un patto di non aggressione con la Francia.
Un altro successo fu la partecipazione dell'Unione Sovietica alla Società delle Nazioni nel 1934, da lui rappresentata fino al 1938, che ottenne anche un seggio nel Consiglio permanente dell'organizzazione. Nel 1939 fu sostituito da Vjačeslav Molotov come commissario agli esteri. In seguito, durante la Grande Guerra Patriottica venne nominato da Stalin vicecommissario agli esteri; fu poi ambasciatore negli Stati Uniti dal 1941 al 1943, dove diede un contributo fondamentale all'approvazione della legge "affitti e prestiti".
Morì in seguito a una malattia cardiaca il 31 dicembre 1951.